# Obelisc d'Axum
L'obelisc d'Axum és un antic obelisc etíop de granit de 1700 anys d'antiguitat, que va ser reerigit l'any 2008 després de ser retornat per Itàlia, que s'ho havia emportat a Roma l'any 1937 com a trofeu de guerra.
Està decorat amb dues portes falses a la base, i decoracions similars a finestres en tots els seus costats. Acaba en una part superior semicircular, que solia estar tancada per marcs metàl·lics.

## Història
L'obelisc va ser elaborat i erigit a la ciutat d'Aksum (actual Etiòpia) durant el segle iv per súbdits del regne d'Axum, una antiga civilització etíop. Posteriorment es va esfondrar, partint-se en tres trossos. Probablement a conseqüència d'un terratrèmol, ja que la zona té una alta activitat sísmica. En aquestes condicions va ser trobat per l'exèrcit italià a la fi de 1935 durant la invasió italiana d'Abissínia. L'any 1937, després de la guerra ítalo-abissínia, va ser traslladat a Itàlia com a trofeu de guerra pel règim feixista. Va arribar a Nàpols amb vaixell el 27 de març de 1937 i va ser portat a Roma. Per transportar-lo, el van desmantellar en cinc fragments. El 28 d'octubre va ser assemblat i muntat a la plaça de Porta Capena, enfront del ministeri de l'Àfrica Italiana (més tard seu de la FAO), commemorant el 15è. aniversari de la marxa feixista sobre Roma. En un acord amb l'ONU de l'any 1947, Itàlia va acordar retornar l'obelisc. En els següents 50 anys es va fer poc per respectar aquest acord.
Després d'anys de pressió, el govern italià va començar el procés de devolució l'obelisc, a l'abril de 1997. El primer pas va ser desmantellar-ho per embarcar-ho cap a Etiòpia al març de 2004. No obstant això, el procés de repatriació es va veure entorpit per diversos obstacles: la pista de l'aeroport de Aksum era massa curta per a un avió de càrrega, encara que aquest només carregués la tercera part de l'obelisc; i l'accés a través del port d'Eritrea era virtualment impossible, a causa de conflictes polítics entre Eritrea i Etiòpia. Una altra raó per al retard en la devolució de l'obelisc va ser la declaració del govern italià que no existien fons suficients per pagar el transport. Els Estats Units van negar la seva ajuda dient que els seus avions de càrrega estaven compromesos en la Guerra de l'Iraq. Nombrosos intents per part del professor Richard Pankhurst van ser infructuosos fins que un ciutadà etíop-nord-americà va amenaçar al govern italià amb una possible col·lecta virtual.
La pista de l'aeroport d'Axum va ser llavors condicionada per facilitar la tornada de l'obelisc, les parts del qual es mantenien en un magatzem de l'aeroport de Roma-Fiumicino fins al 19 d'abril del 2005, dia en què es va transportar la primera peça. L'obelisc, en arribar a Etiòpia, va romandre en un magatzem mentre es decidia quin era la millor opció per a la seva restauració sense pertorbar altres patrimonis a l'àrea.
El reensamblatge de les parts va començar al juny de 2008, any en què el monument va tornar a la seva forma i lloc original, sent inaugurat el 4 de setembre de 2008.
Existeixen diversos obeliscs a Eritrea i Etiòpia, com el de Hawulti a Metera.
El monument fou erigit durant el Regne d'Axum, un regne que va perdurar des del segle IV aC fins al segle X dC, pel que el retorn de l'obelisc comporta la devolució d'una estructura històrica que forma part del patrimoni cultural d'Etiòpia.